# سيدا فيرميشيفا
سيدا فيرميشيفا (بالأرمنية: Սեդա Վերմիշևա؛ بالروسية: Сэда Константиновна Вермишева ، من مواليد 9 أكتوبر 1932) شاعرة أرمنية - روسية، اقتصادية ونشاطية.

## السيرة الذاتية
من جانب والدها، هي من سلالة أرغوتن-دولغروكي. ولدت فيرميشيفا في تبليسي، لكنها عاشت طوال حياتها في موسكو. درست في جامعة يريفان الحكومية، قسم الاقتصاد. ثم عملت في المعهد السوفياتي للاقتصاد والتخطيط كمستشار أول.
وهي مؤلفة 8 كتب شعرية والعديد من المقالات التحليلية. منذ عام 1974 كانت عضوا في اتحاد كتاب الاتحاد السوفياتي. ثم ترأست القسم الناطق باللغة الروسية من اتحاد الكتاب في أرمينيا وكانت عضوًا في اتحاد كتاب موسكو، والرئيسة المشاركة لمجتمع موسكو للصداقة الأرمنية الروسية.
ألفت كتاب «تكتيكات الحدود الخارجية والداخلية لاتحاد الجمهوريات الاشتراكية السوفيتية» (مكتبة مركز المبادرات الروسية-الأرمينية، م. 1997) الذي ركز على «النزعة التركية-الإسلامية المتعمدة في بنية الدولة الإقليمية اتحاد الجمهوريات الاشتراكية السوفياتية».

## روابط خارجية
- السيرة الذاتية